# Muhammad Ali Sabuni
Scheich Muhammad Ali Sabuni (arabisch محمد علي الصابوني, DMG Muḥammad ʿAlī aṣ-Ṣābūnī; geb. 1. Januar 1930 in Aleppo, Syrien; gest. 19. März 2021 in Yalova, Türkei) war ein international anerkannter Tafsīr-Gelehrter (Koranexeget) aus der hanefitischen Rechtsschule im sunnitischen Islam.

## Leben
Muhammad Ali Sabuni stammte aus einer bekannten Gelehrtenfamilie.
Seine leicht lesbaren, vereinfachten Kurzkommentare zum Koran fanden weiten Beifall. Sie folgen darin Dschalalain, Baidawi, Nasafi und Ibn Dschuzaj. Einer seiner einflussreichsten Kommentare ist Tafsir Ayat Al Ahkam, eine Untersuchung der Koranverse, die gesetzliche Regelungen betreffen.
2009 wurde er auf Platz 29 der Liste der 500 einflussreichsten Muslime des Prinz-al-Walid-bin-Talal-Zentrums für muslimisch-christliche Verständigung der Universität Georgetown und des Royal Islamic Strategic Studies Centre von Jordanien aufgeführt.
Das Institute of Scientific Research and Revival of Islamic Heritage an der Umm-al-Qura-Universität in Mekka, Saudi-Arabien – gegründet von König Abd al-Aziz ibn Saud als Teil der König-Abdulaziz-Universität im Jahr 1949 – beauftragte Sabuni damit, das alte Tafsīr-Manuskript von Abu Dscha'far al-Nahhas (gestorben 949) zu untersuchen.
Er zählte 2011 offenbar zunächst zu den Mitgliedern der muslimischen Delegation beim Second Muslim-Catholic Forum des Königlichen Aal al-Bayt Instituts für islamisches Denken.

## Videos
- Sheikh Muhammad Ali Al-Sabuni & Ustaz Azhar Idrus; Agrofest, Stadium Melawati, Shah Alam auf YouTube